# Levomepromazin
Levomepromazin ist ein Arzneistoff aus der Gruppe der Phenothiazine, der in der Psychopharmakotherapie eingesetzt wird. Es handelt sich um ein niederpotentes (schwaches) Antipsychotikum, das als starkes Sedativum dient.

## Wirkprofil
Als niederpotentes Neuroleptikum mit einer neuroleptischen Potenz von 0,5 steht bei Levomepromazin die sedierende Komponente im Vordergrund des Wirkspektrums; die antipsychotischen Eigenschaften sind eher gering. Angezeigt ist Levomepromazin u. a. bei psychomotorischen Erregungszuständen. Weiterhin wird es in der Kombinationstherapie bei starken und/oder chronischen Schmerzen verwandt.

## Pharmakodynamik
Levomepromazin hemmt Dopamin (D2 und D4) -Rezeptoren, Serotoninrezeptoren (5HT2A) und Histamin1-Rezeptoren (H1) sowie muskarinerge Acetylcholinrezeptoren (AChM).

## Indikationen
Levomepromazin ist zur Anwendung zugelassen bei Erregungszuständen, die im Rahmen psychotischer Störungen oder bei Manie auftreten.
Als Besonderheit unter den Phenothiazinen besteht daneben noch die Indikation für die Kombinationstherapie schwerer bzw. chronischer Schmerzen.
Obwohl keine randomisierten und kontrollierten Studien existieren, wird Levomepromazin in der Palliativmedizin häufig zur Sedierung bei terminaler Agitation/Unruhe und als Reservemedikament zur Behandlung von Übelkeit und Erbrechen eingesetzt.

## Darreichungsformen, Dosierung
Levomepromazin liegt in Handelspräparaten in Form von Tabletten und Tropfen/Lösung zum Einnehmen sowie als Injektionslösung vor.
Die mittlere Tagesdosis beträgt 30–75 mg (stationär maximal 300 mg pro Tag). Die Tagesdosis soll dabei auf mehrere Gaben verteilt werden, wobei die Hälfte oder ein größerer Teil am Abend verabreicht werden soll.

## Nebenwirkungen
- Sehr häufig: vor allem zu Behandlungsbeginn, bei hoher Dosierung oder parenteraler Verabreichung kann es zu vermehrter Müdigkeit, vegetativen Störungen mit ausgeprägter orthostatischer Dysregulation (Reaktion bei Lageänderungen), tiefem Blutdruck, Tachykardie (anhaltend beschleunigter Puls) und  EKG-Veränderungen kommen.
- Häufig: extrapyramidalmotorische Nebenwirkungen wie Frühdyskinesien (Zungen-Schlund-Krämpfe, Schiefhals, Kiefermuskelkrämpfe, Blickkrämpfe, Versteifung der Rückenmuskulatur), Parkinson-Syndrom (Hypomimie, Tremor, Rigor, Akinese, Hypersalivation), Akathisie (Bewegungsdrang, Unfähigkeit, sitzen zu bleiben). In diesen Fällen ist eine Reduzierung der Dosierung  und die Komedikation mit einem Antiparkinsonmedikament wie Biperiden  in Erwägung zu ziehen. Vegetative Begleiterscheinungen wie Akkommodationsstörungen, trockener Mund, Gefühl verstopfter Nase, Erhöhung des Augeninnendrucks, Obstipation und  Miktionsstörungen treten häufig auf, ebenso Übelkeit, Erbrechen, Diarrhoe und Appetitverlust.
- Gelegentlich: allergische Reaktionen, allergische Hautreaktionen und Photosensibilität, ferner Pigmenteinlagerungen in Cornea und Linse, schwere Leberfunktionsstörungen, Abfluss-Störungen der Galle, Ikterus (Gelbsucht), Unruhe, Erregung, Benommenheit, depressive Verstimmung, Lethargie, Schwindelgefühl, Exazerbation psychotischer Symptome, seltener Zeichen von Erregung und Verwirrtheit – insbesondere unter Kombination mit anticholinerg-wirksamen Arzneimitteln – und cerebrale Krampfanfälle sowie Regulationsstörungen der Körpertemperatur.[5][6]

## Chemie
Die Synthese von Levomepromazin ist in der Literatur beschrieben. Levomepromazin wird ausschließlich enantiomerenrein in der (R)-Form arzneilich verwendet.

## Handelsnamen
Monopräparate
Levium (D), Neurocil (D), Nozinan (A, CH), diverse Generika (D)